# Colonzelle
 Colonzelle  là một xã thuộc tỉnh Drôme trong vùng Auvergne-Rhône-Alpes đông nam nước Pháp. Xã Colonzelle nằm ở khu vực có độ cao từ 132-204 mét trên mực nước biển.